# Agelenopsis aperta
Agelenopsis aperta är en spindelart som först beskrevs av Willis J. Gertsch 1934.  Agelenopsis aperta ingår i släktet Agelenopsis och familjen trattspindlar. Inga underarter finns listade i Catalogue of Life.